# Agnózie
Agnózie či agnozie (z řeckého a-gnósis, tedy „ne-poznání/znalost“, respektive ztráta znalostí) je ztráta schopnosti rozpoznat předměty, osoby, zvuky, tvary či vůně (zjednodušeně smyslové vjemy) a interpretovat je za situace, kdy nejsou porušené funkce smyslových orgánů. Odborně je definována jako „abnormalita v percepci či smyslovém vnímání při neporušených senzorických drahách.“ Rozlišujeme několik druhů agnozie, a to zrakovou (optickou či vizuální), sluchovou (akustickou), hmatovou (taktilní), čichovou a chuťovou.
Agnozie může být důsledkem cévní mozkové příhody, demence, traumatu po poranění mozku nebo jiné neurologické poruchy.